# رودينغ (ألمانيا)
ردينغ ألمانيا (بالألمانية: Roding, Germany) هي بلدة ألمانية تقع في ألمانيا في Cham (district).

## المدن التوأمة
مدينة Pestszentlőrinc هي مدينة توأمة لـردينغ ألمانيا.